# Растока (Бијело Поље)
Растока је насеље у општини Бијело Поље у Црној Гори. Према попису из 2003. било је 169 становника (према попису из 1991. било је 211 становника).

## Демографија
У насељу Растока живи 120 пунолетних становника, а просечна старост становништва износи 32,0 година (30,0 код мушкараца и 34,4 код жена). У насељу има 43 домаћинства, а просечан број чланова по домаћинству је 3,93.
Ово насеље је углавном насељено Србима (према попису из 2003. године).
|  |

| Демографија | Демографија | Демографија |
| Година      | Становника  | Становника  |
| ----------- | ----------- | ----------- |
|             |             |             |
|             |             |             |
|             |             |             |
|             |             |             |
| 1948.       | 186         |             |
| 1953.       | 190         |             |
| 1961.       | 201         |             |
| 1971.       | 191         |             |
| 1981.       | 189         |             |
| 1991.       | 211         | 211         |
| 2003.       | 174         | 169         |
|             |             |             |

| Етнички састав према попису из 2003.‍ | Етнички састав према попису из 2003.‍ | Етнички састав према попису из 2003.‍ | Етнички састав према попису из 2003.‍ | Етнички састав према попису из 2003.‍ |
| ------------------------------------ | ------------------------------------ | ------------------------------------ | ------------------------------------ | ------------------------------------ |
|                                      |                                      |                                      |                                      |                                      |
| Срби                                 | Срби                                 |                                      | 116                                  | 68,63%                               |
| Црногорци                            | Црногорци                            |                                      | 24                                   | 14,20%                               |
| Бошњаци                              | Бошњаци                              |                                      | 20                                   | 11,83%                               |
| Муслимани                            | Муслимани                            |                                      | 9                                    | 5,32%                                |
| непознато                            | непознато                            |                                      | 0                                    | 0,0%                                 |

| Година пописа     | 1948. | 1953. | 1961. | 1971. | 1981. | 1991. | 2003. |
| ----------------- | ----- | ----- | ----- | ----- | ----- | ----- | ----- |
| Број домаћинстава | 40    | 40    | 37    | 43    | 43    | 49    | 43    |

| Број чланова      | 1  | 2 | 3 | 4 | 5  | 6 | 7 | 8 | 9 | 10 и више | Просек |
| ----------------- | -- | - | - | - | -- | - | - | - | - | --------- | ------ |
| Број домаћинстава | 43 | 7 | 4 | 7 | 13 | 5 | 2 | 1 | 2 | 1         | 1      |

| Пол    | Укупно | Неожењен/Неудата | Ожењен/Удата | Удовац/Удовица | Разведен/Разведена | Непознато |
| ------ | ------ | ---------------- | ------------ | -------------- | ------------------ | --------- |
| Мушки  | 69     | 28               | 38           | 2              | 1                  | 0         |
| Женски | 59     | 12               | 38           | 9              | 0                  | 0         |
| УКУПНО | 128    | 40               | 76           | 11             | 1                  | 0         |

| Пол    | Укупно                    | Пољопривреда, лов и шумарство | Рибарство                            | Вађење руде и камена | Прерађивачка индустрија       |
| ------ | ------------------------- | ----------------------------- | ------------------------------------ | -------------------- | ----------------------------- |
| Мушки  | 27                        | 8                             | 0                                    | 0                    | 4                             |
| Женски | 10                        | 1                             | 0                                    | 0                    | 4                             |
| УКУПНО | 37                        | 9                             | 0                                    | 0                    | 8                             |
| Пол    | Производња и снабдевање   | Грађевинарство                | Трговина                             | Хотели и ресторани   | Саобраћај, складиштење и везе |
| Мушки  | 5                         | 1                             | 1                                    | 0                    | 4                             |
| Женски | 0                         | 0                             | 1                                    | 1                    | 0                             |
| УКУПНО | 5                         | 1                             | 2                                    | 1                    | 4                             |
| Пол    | Финансијско посредовање   | Некретнине                    | Државна управа и одбрана             | Образовање           | Здравствени и социјални рад   |
| Мушки  | 0                         | 0                             | 3                                    | 0                    | 1                             |
| Женски | 0                         | 0                             | 0                                    | 1                    | 2                             |
| УКУПНО | 0                         | 0                             | 3                                    | 1                    | 3                             |
| Пол    | Остале услужне активности | Приватна домаћинства          | Екстериторијалне организације и тела | Непознато            | Непознато                     |
| Мушки  | 0                         | 0                             | 0                                    | 0                    | 0                             |
| Женски | 0                         | 0                             | 0                                    | 0                    | 0                             |
| УКУПНО | 0                         | 0                             | 0                                    | 0                    | 0                             |